# فيرمن سوبريم
فيرمن سوبريم (بالإنجليزية: Vermin Supreme)‏‏ (3 يونيو 1961 - ) فكاهي، وسياسي من الولايات المتحدة.

## روابط خارجية
- فيرمن سوبريم على موقع IMDb (الإنجليزية)
- فيرمن سوبريم على موقع ميوزك برينز (الإنجليزية)